# Capo Mortola
Capo Mortola este o arie protejată (arie specială de conservare — SAC, sit de importanță comunitară — SCI) din Italia întinsă pe o suprafață de 50 ha, din care 1 % marine.

## Localizare
Centrul sitului Capo Mortola este situat la coordonatele 43°47′01″N 7°33′04″E / 43.783611°N 7.551111°E.

## Înființare
Situl Capo Mortola a fost declarat sit de importanță comunitară în iunie 1995 pentru a proteja 26 de specii de animale. Situl a fost protejat și ca arie specială de conservare în aprilie 2017.

## Biodiversitate
Situată în ecoregiunea mediteraneană, aria protejată conține 9 habitate naturale: Faleze cu vegetație de Limonium spp. endemic de pe coastele mediteraneene, Matorral arborescenți cu Juniperus spp., Păduri de Quercus ilex și Quercus rotundifolia, Recifuri, Vegetație anuală la limita mareei, Peșteri marine scufundate complet sau parțial, Păduri de pin mediteraneene cu pini mezogeni endemici, Formațiuni scunde de Euphorbia în apropierea falezelor, Pseudostepă cu ierburi și specii anuale de Thero-Brachypodietea.
La baza desemnării sitului se află mai multe specii protejate:
- păsări (25): sticlete (Carduelis carduelis), florinte (Chloris chloris), pițigoi albastru (Cyanistes caeruleus), lăstun de casă (Delichon urbicum), măcăleandru (Erithacus rubecula), vânturel roșu (Falco tinnunculus), cinteză (Fringilla coelebs), sfrâncioc roșiatic (Lanius collurio), Larus argentatus, pescăruș râzător (Larus ridibundus), codobatură galbenă (Motacilla alba), codobatură de munte (Motacilla cinerea), muscar sur (Muscicapa striata), pițigoi mare (Parus major), vrabie (Passer domesticus), codroș de munte (Phoenicurus ochruros), Ptyonoprogne rupestris, aușel sprâncenat (Regulus ignicapilla), cănăraș (Serinus serinus), turturică (Streptopelia turtur), silvie cu cap negru (Sylvia atricapilla), silvie mediteraneană (Sylvia melanocephala), chiră de mare (Thalasseus sandvicensis), pănțărușul (Troglodytes troglodytes), mierlă (Turdus merula)
- nevertebrate (1): Euplagia quadripunctaria

Pe lângă speciile protejate, pe teritoriul sitului au mai fost identificate 8 specii de plante, 2 specii de mamifere, 26 de specii de nevertebrate, 2 specii de reptile.